# 街灯
街灯（がいとう）とは、道路等公共用地や共有地などを照らすために設置された明かりのことである。

## 概要
街灯は、防犯灯、街路灯などを総称した言葉である。現在、街灯の多くは電灯であるが、ガス灯（歴史的にはこちらが電灯より古い）も一部で使われている。街灯と一口にいっても、設置者、用途、目的、電球等の種類などがさまざまである。2000年代後半には維持保守の費用を省くため、また省エネのために光源をLEDにしたものも登場している。
なお、照明柱は公共用の電柱や信号柱などとともにユーティリティポールとしてまとめられることがある。

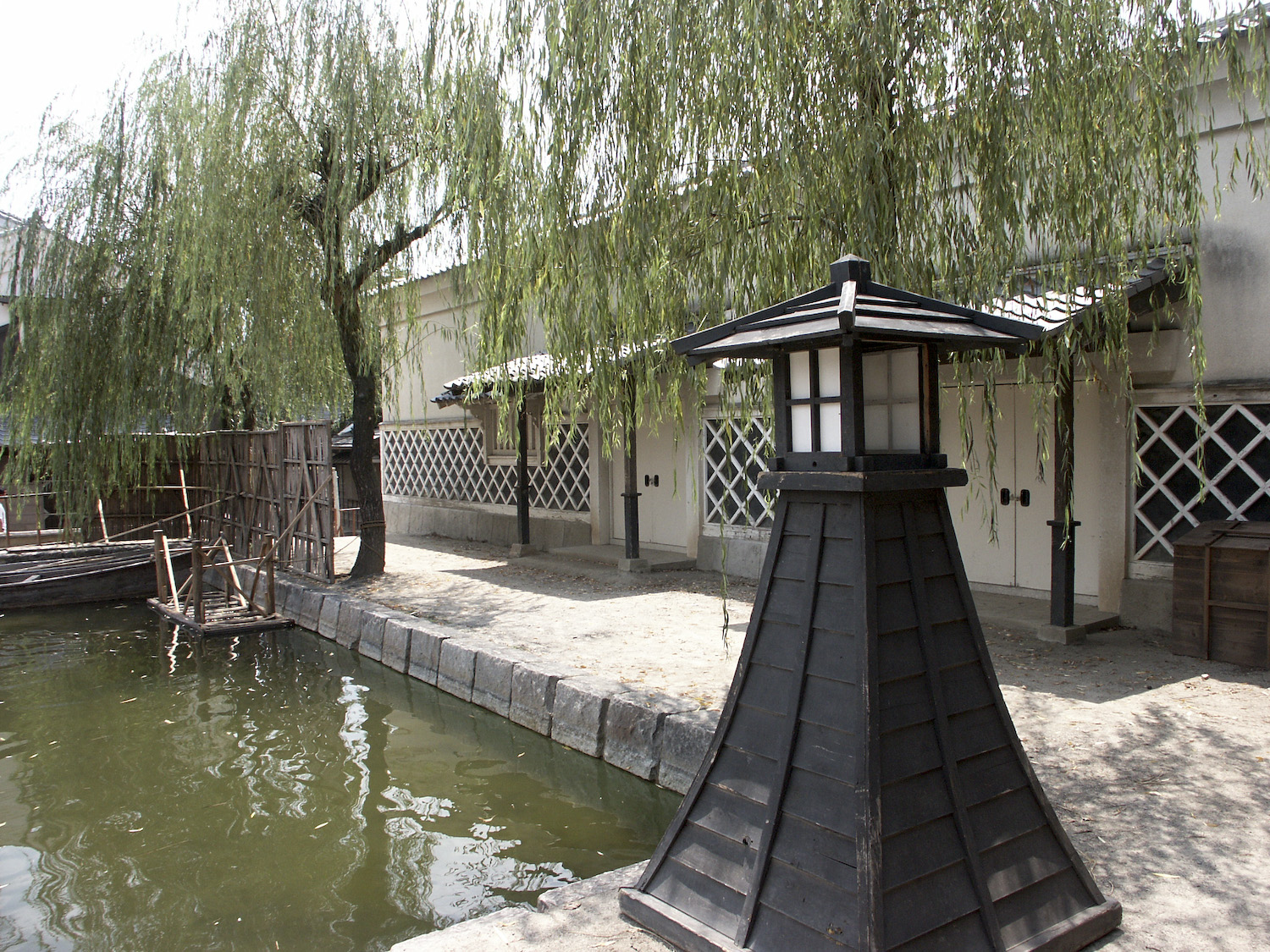
東映太秦映画村内にある木製街灯（京都市右京区
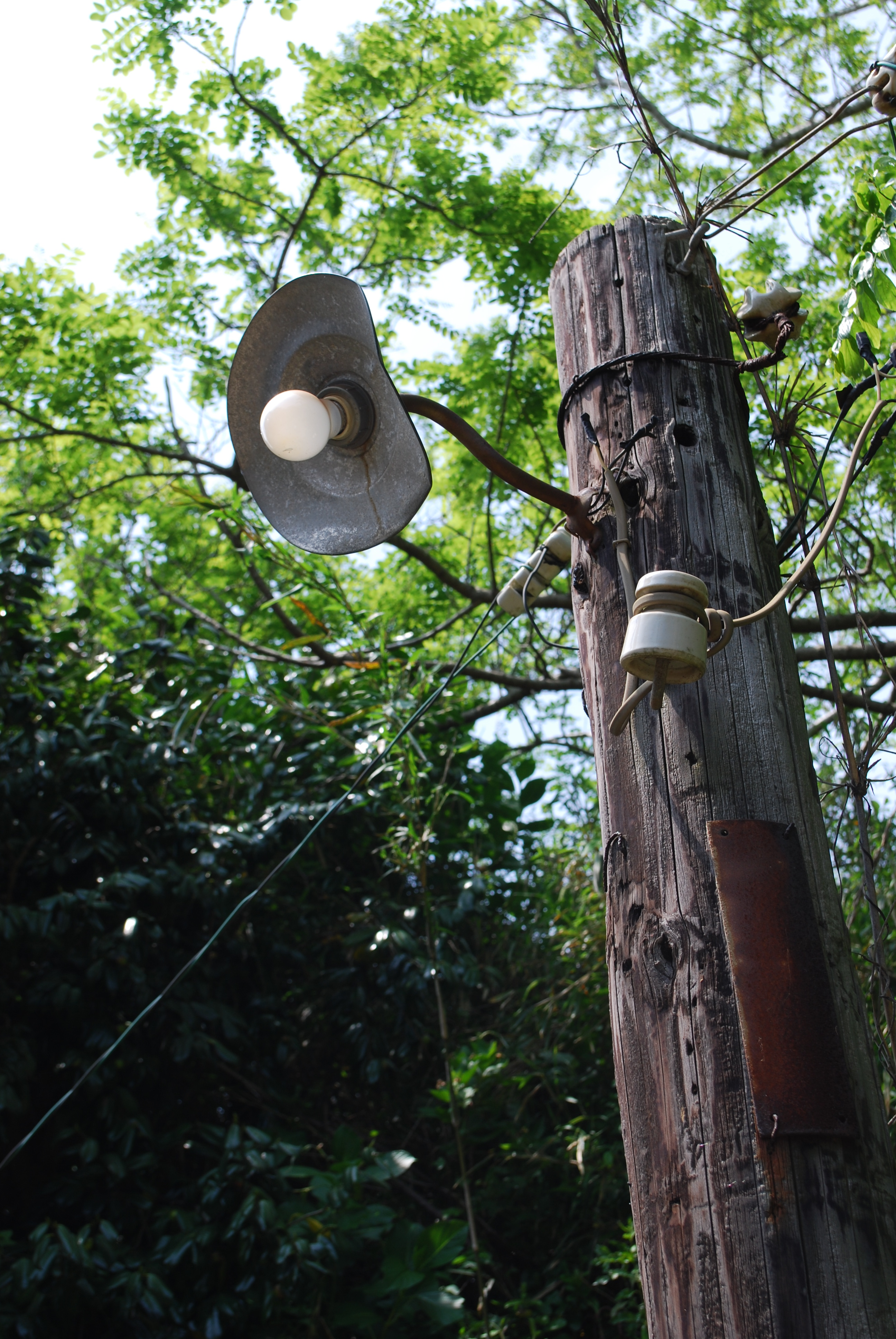
かつて日本で多く見られた電球式の街灯
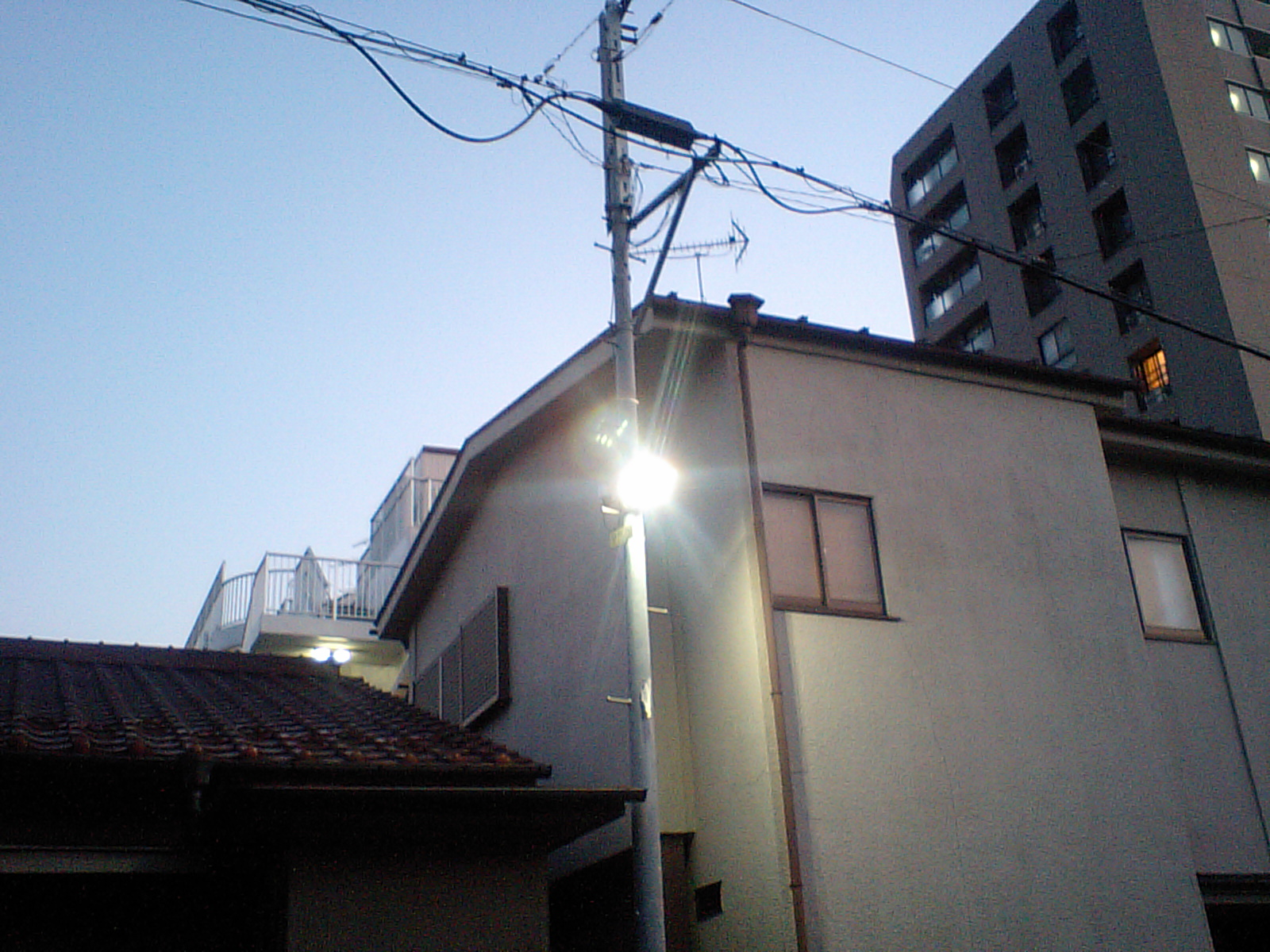
LED式小型街灯
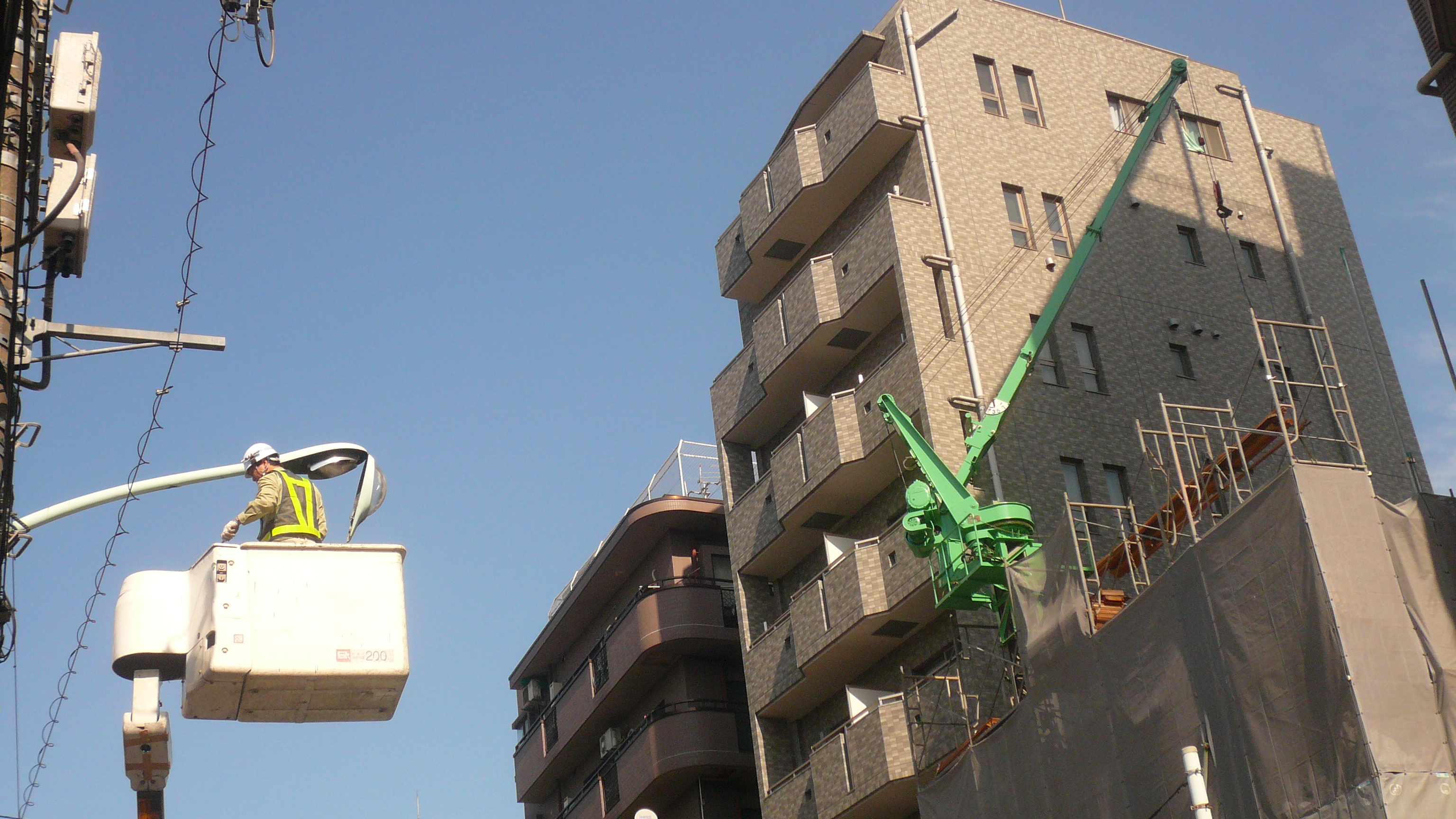
街灯の整備、東京にて

## 歴史
夜の常設公共照明が出現したのは、西洋では16世紀になってからで、ヨーロッパの比較的大きな都市、パリやロンドンに登場した。といっても当初は街路を照らす目的ではなく、道路に面した家々の位置を明示するためのもので、2階の窓に私設のランタンを吊るした程度のものであった。実際に街路の一部として灯りを連ねて設置されるのは、1667年、ルイ14世の命令下で設置されたパリが最初であった。これはガラス製の四角ケースに1本の蝋燭で点灯された統一ランタン2700個というもので、この形式の街灯はカテナリー（CATENARY。懸垂の線を意味し、物がまっすぐ垂れ下がること）と呼ばれ、街路の上を横切るように張られたロープに吊られて道路の真中にぶら下がる形で設置された。その吊り下げ間隔は約20～30mで、それほど明るいとはいえないものであったが、街路に点灯するランタンの数の多さは、今までの暗闇に比較して、きらめく明るさと安心感を人々に与えた。カテナリー式街灯の後には、フランス革命の1789年前後に壁吊型の街灯（建築外壁からのアームによるハンギングスタイル）が普及し、その光源は蝋燭や有機油であったようだが、18世紀までの街灯は街路を照らす効果はそれほどなく、夜の犯罪を防ぐためというのが主な設置目的で、まだまだ夜の街は暗かった。
ガス灯は、イギリス人技師のウィリアム・マードックが1792年、石炭から得たガスの炎で、街灯としてではなく自宅の照明に利用したのが始まりであった。ガス灯は従来の灯油ランプよりも明るく、しかも簡単に点灯でき、明るさの調節もできた。そのガスの供給システムは、当時イギリスに普及していた水道の原理を応用したもので、まず室内照明用としてのガス灯が普及した。そして街灯としてのガス灯は、1797年にイギリスのマンチェスターに設置・点灯されたのが始まりで、その後19世紀半ばまでに世界主要都市のメインストリートに設置されていき、徐々に夜の街路が明るくなっていった。
日本では、江戸時代に現在の街灯の役割を果たす灯りが都市に設置され始めた。具体的には、町屋の店先や辻番所などの前の街路などに行灯の一種である辻行灯が設置されたり、遊郭の大門や番所の前に木灯籠や石灯籠が設置されるなど、主に建物の入口や辻において灯りが置かれ始めた。光源はやはり油あるいは蝋燭と考えられ、現在のように、やはり街中にあって街路を現在ほど明るく照らすというわけにはいかず、夜の外出には提灯等が必要であったが、陽が落ちてからも遊郭や宿屋を利用する客や旅人が街中を往来していたこともあり、目印となることと、夜の犯罪を防ぐという意味でも、当時としては十分に街灯としての役割を果たしていたのではないかと思われる。
日本でも18世紀頃に既に越後地方において「陰火(いんか)」として天然ガスの存在が知られており、1850年代頃にはガスを灯火として燃焼させた例が記録に残っている。日本の近代的街灯は、横浜の地のガス灯が始まりと言われている。高島嘉右衛門という実業家が神奈川県庁からガス灯を作るように頼まれ、1872年（明治5年）に「日本社中」を立ち上げた。彼は横浜市の神奈川県庁と大江橋から馬車道・本町通りまでの間に、ガス灯十数基をズラリと並べ、同年9月26日、一斉に火を灯した。「裸火」とよばれる赤っぽい灯火で、そこからはシューシューという音が聞こえてきたという。その後、1874年（明治7年）年には東京のかつての銀座煉瓦街の前に85本のガス灯が立てられ、ガス灯は次第にその数を増やしていった。更に街灯としてだけでなく、商店の照明や舞台照明、博覧会でのイルミネーションなどとして都市の暮らしの中で使われ、これにより人々の夜の活動は少しずつ広がり、この頃は錦絵にもガス灯が登場していた。明治中期になると、赤っぽい「裸火」のガス灯から、「ガスマントル」と呼ばれる白熱のガス灯へと変わった。ガスマントルは、網袋に発光剤を浸みこませて乾燥させたもので、燃やして灰にしたものをガスの炎の上にかぶせると、従来のものより更に明るくなり、それで街もひときわ明るく照らされた。
現代の街灯はコンピュータによる自動制御であるが、当時のガス灯はガスが弱く噴き出しているところに火を近づけて、直接点火するものであった。そのため「点消方（てんしょうかた）」というガス会社の専門の職業の人が点火棒を持って、夕方にガス灯を点灯し、朝には消灯していた。それだけでなく、割れたガラスの補修や清掃、ガスマントルの交換なども点消方の仕事であった。
石油ランプも街灯として使われた例があり、1872年（明治5年）に新潟の街、1874年（明治7年）には日本橋馬喰町付近に設置された例などが早い例として知られている。
日本の屋外で電気を光源とする街灯が初めて使用されたのは、1882年（明治15年）東京の銀座大倉組前に建てられたカーボンアーク灯といわれている。これはガスマントルによるガス灯の10倍以上もの明るさがあったため、当時の人にはその明るさは画期的で驚異に映り、市民が徹夜で見物したと記録されている。「一にお天道様、二にお月様、三に銀座のアーク灯」という言葉も生まれた。
明治時代には屋内では白熱電球は使われていたものの、屋外では博覧会などのイルミネーションに使われた程度と思われる。1915年（大正4年）に白熱電球による屋外点灯用の照明器具が発売され、各所で街灯として使われていたが、現在のような街路照明が建設されたのは1921年（大正10年）に新橋・京橋間に丸型グローブの2灯用街灯が148基設置されたものが最初と思われる。その後、大正の末までに全国の大都市に街路灯は設置されているが、歩行者のための灯りであって道路の照明には至っていない。その後、自動車の普及による交通事故の増加や関東大震災での暗闇状態の恐怖から、道路照明の必要性が感じられ、急速な進歩のきっかけになった。昭和天皇の御大典と震災からの帝都復興記念事業に、各地の町内会が街路灯の設置を取り上げたため、ようやく各都市に広まった。当時電気による光源は白熱電球しかないため、耐震性と効率を改善した街路灯用電球200～300Wのポールヘッド形の街路灯が駅前広場などに使われた。昭和10年代に高圧水銀ランプやナトリウムランプが開発され、高圧水銀ランプを使用した街灯が駅前広場などに使われている。開発当時の低圧ナトリウムランプは電球の約4倍の高効率であり、これを使用した道路照明灯も開発された。「単色光のため視力に優れ、遠近の見分けがつきやすい」との謳い文句が使われているが、顔色が奇異に見えるためあまり普及しなかったと思われる。また、昭和戦前の街灯の形態は、「スズラン灯」と呼ばれるものが代表例であるが、実際には多種多様のデザインのものがあったようである。そして昭和戦前の頃には、大都会では看板照明やネオンサインなどが輝き、ビルの窓から明かりももれ、走る自動車も見える、現代の夜景とあまり変わらないような夜景が形作られていった。といっても、明治や大正の頃には多くの地域で、また昭和戦前でも辺鄙な場所では、街灯がなかったり暗かったりしたので、夜に外出するときには江戸時代からの提灯や龕灯などがまだ現役で、この頃には懐中電灯も一応存在したが高価であった。
しかし、第二次世界大戦に突入すると、照明に関しては、灯火管制といって、照明に黒い布などの遮光具を上からかぶせたり、明かりを弱めたり、非常時など場合によっては照明を消したり、家の窓を黒いカーテンで覆うなど、夜に明かりが漏れることによって敵の攻撃の目標になることを極力防ぐことが行われていた。街灯もその例に漏れず、日本では1灯の明るさは16燭以内とし、水平線に対して20度以上（横に広がらないように）など細かい決まりが設けられていた。灯火管制対応型とはいえ街灯が設置されていれば夜間外出にはまだよかったものの、金属供出で街灯が撤去されていって夜の街が真っ暗闇になることも少なくなかった。
終戦直後は屋外ではしばらくは電力事情が悪かったため街灯どころではない状態となったが、復興が進むにつれて街灯が本格的に復活していった。やがて道路照明灯には蛍光水銀ランプの使用が一般的になり、高圧ナトリウムランプによる道路照明灯も昭和50年代頃から普及していった。また蛍光灯による街灯も出現するなど、電気による街灯の数も戦前と比べて飛躍的に多くなり、夜間外出に提灯などを持ち歩く必要はなくなった。そして平成以降ではLED照明や無電極ランプなどの新しい光源による街灯が出現し、特にLEDによる街灯が飛躍的に普及し現在に至っている。しかしそれに伴って、屋外の主に電気による街灯などの夜間照明で夜の街が明るくなりすぎたことで、天体観測や動植物などへの悪影響が知られるようになった。これは光害と呼ばれ、照明に関して昨今では光害への対策なども求められている。アメリカ医師会によれば、LEDを街灯などの屋外夜間照明として用いた場合、健康・安全面での悪影響を低減するためには、光源を純粋な白色（色温度4000～5000K）などにするのではなく、色温度を高くても屋内照明の電球色に相当する3000K程度に抑えるべきとしており、なおかつブルーライトが最小限になるように照明をコントロールするべきとしている。
節電目的や光害対策の改良の一例として、従来型のものは日没頃から日の出頃まで夜通し完全な明るさで点灯させてきた街灯の点灯方式の工夫が挙げられる。それには次のような方法が見られる。
- 夜間の交通が少なくなる時間帯（例えば深夜0時から早朝5時までなど）に照明を一様に暗くする。
- 夜間の交通が少なくなる時間帯に照明の一部を消灯（間引き点灯）する。
- 夜間の交通が少なくなる時間帯には、基本的には照明を暗くし、ごく微量の電力で作動するセンサーが、人や車などの動くものを察知すると、照明を明るくする。これはインテリジェント照明と呼ばれ、最も新しい方式である。

日本の場合は、国際ダークスカイ協会（IDA）によって星空保護区に正式に認定されている東京都神津島村と岡山県井原市美星町では、上方光束率0%かつ色温度3000K以下の仕様の「星空に優しい照明（Dark Sky Friendly Lighting）」に認定された街灯を採用している。

## 街灯の種類
- 街路灯
- 防犯灯
- 道路照明灯
- ガス灯